# Murbād
Murbād är en ort i Indien.   Den ligger i distriktet Thane och delstaten Maharashtra, i den sydvästra delen av landet, 1 100 km söder om huvudstaden New Delhi. Murbād ligger 79 meter över havet och antalet invånare är 17 494.
Terrängen runt Murbād är platt. Runt Murbād är det tätbefolkat, med 257 invånare per kvadratkilometer. Närmaste större samhälle är Badlapur, 17,0 km sydväst om Murbād. Omgivningarna runt Murbād är en mosaik av jordbruksmark och naturlig växtlighet.